# Guararema
Guararema is een gemeente in de Braziliaanse deelstaat São Paulo. De gemeente telt 26.974 inwoners (schatting 2009).

## Aangrenzende gemeenten
De gemeente grenst aan Biritiba Mirim, Jacareí, Mogi das Cruzes, Salesópolis, Santa Branca en Santa Isabel.